# Basler Münsterschatz

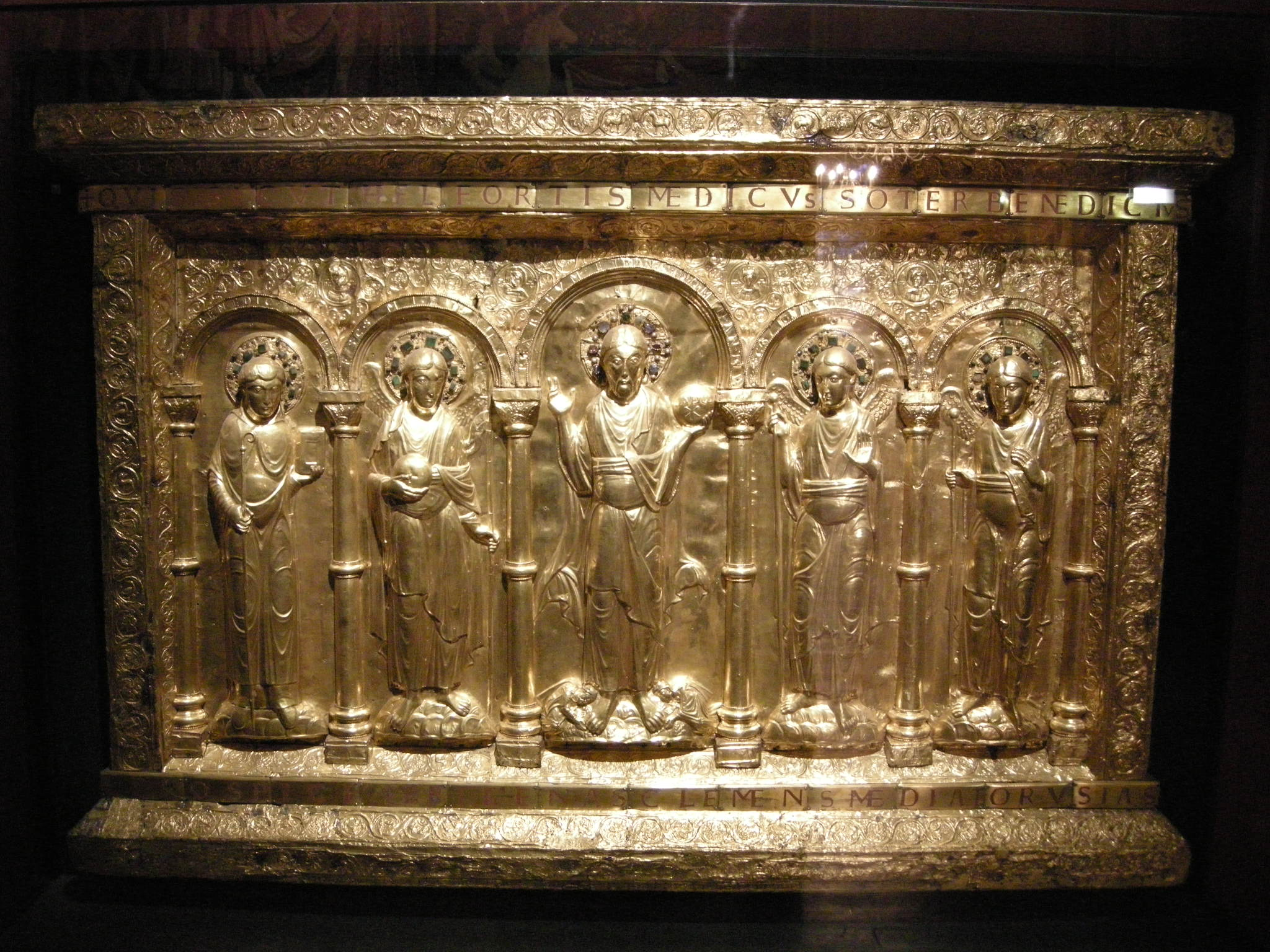
Das Basler Antependium, heute im Musée national du Moyen Âge in Paris

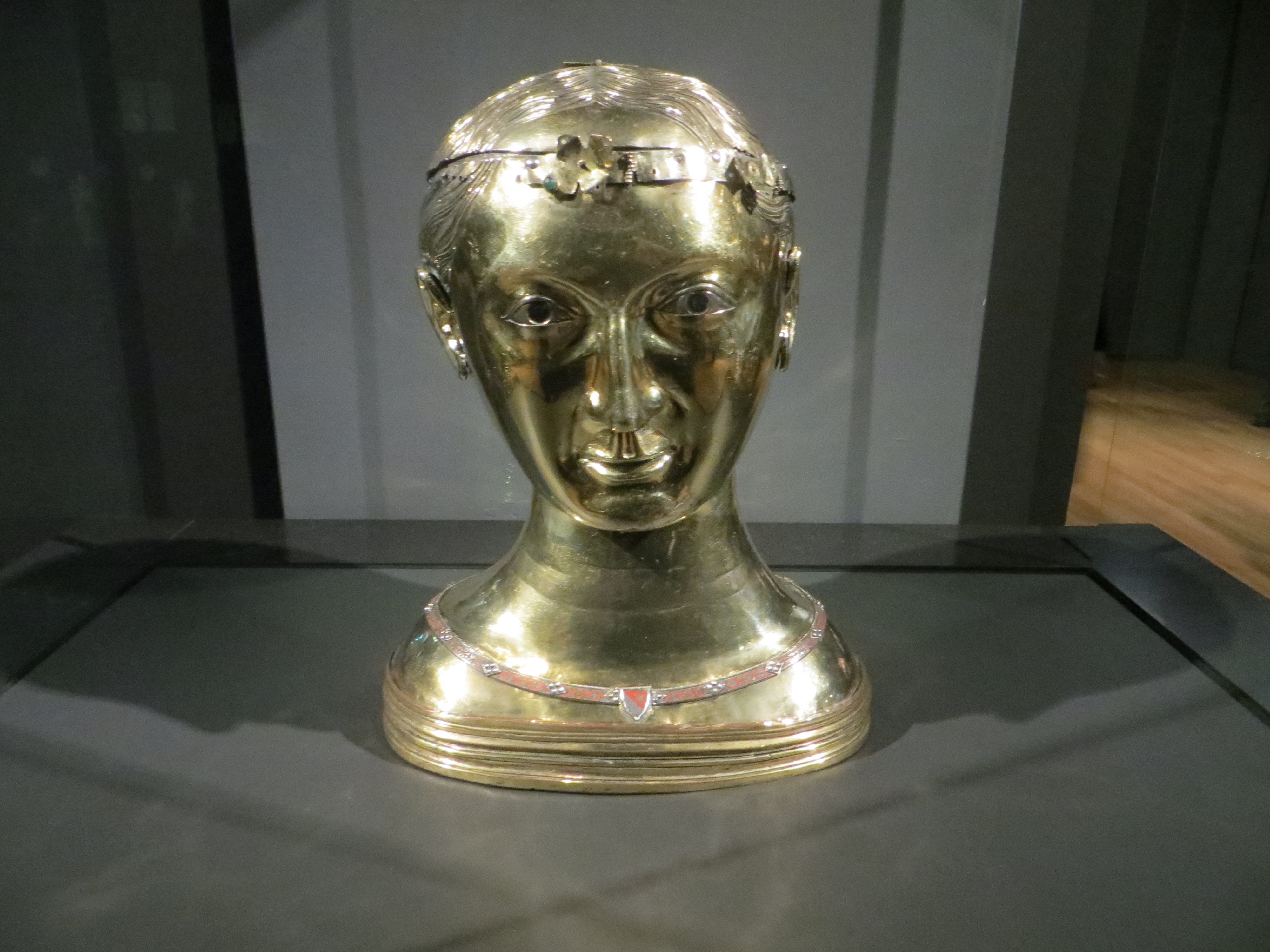
Büstenreliquiar der Sankt Thekla in Rijksmuseum, Amsterdam

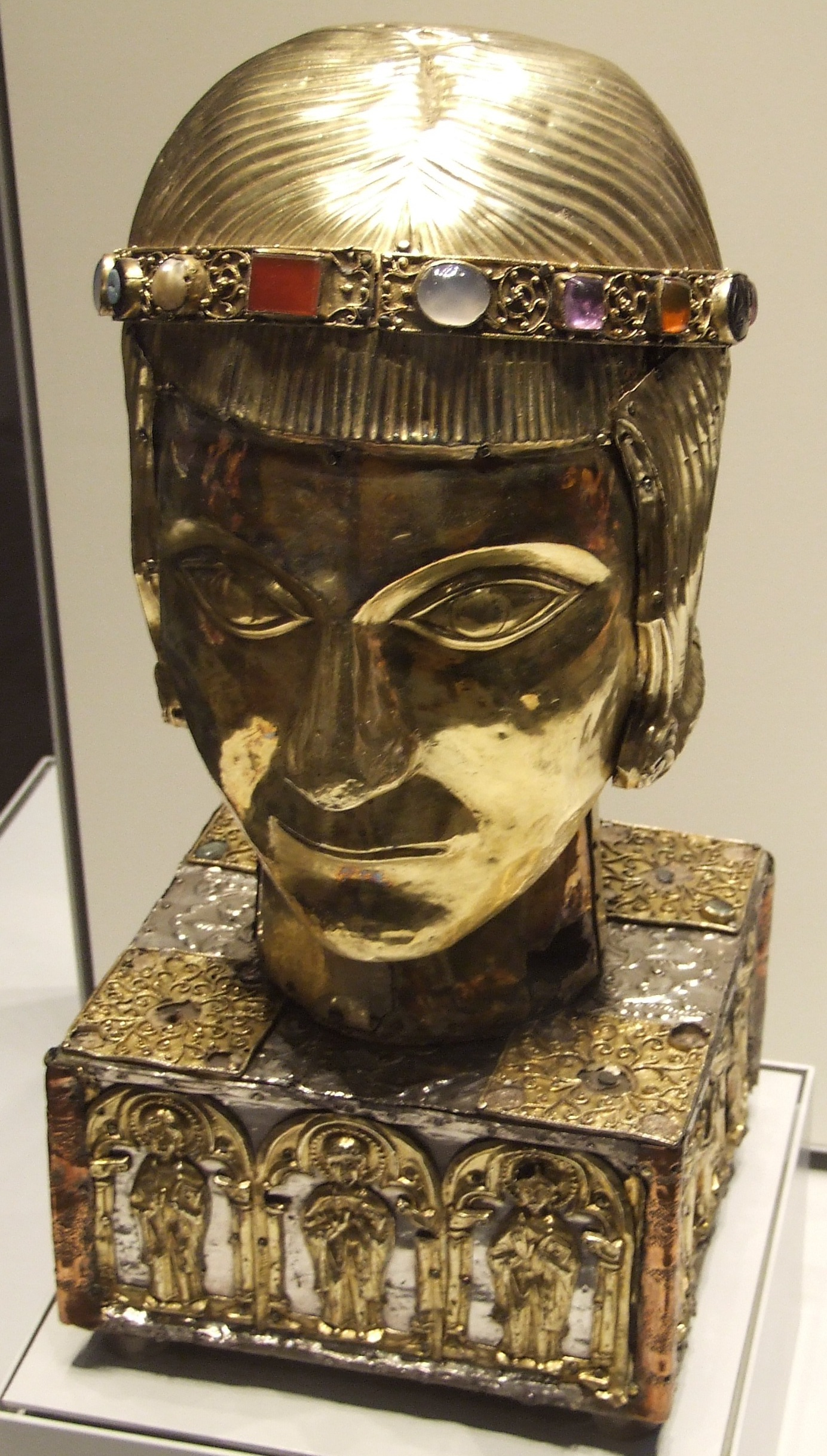
Büstenreliquiar der Sankt Eustace im British Museum in London

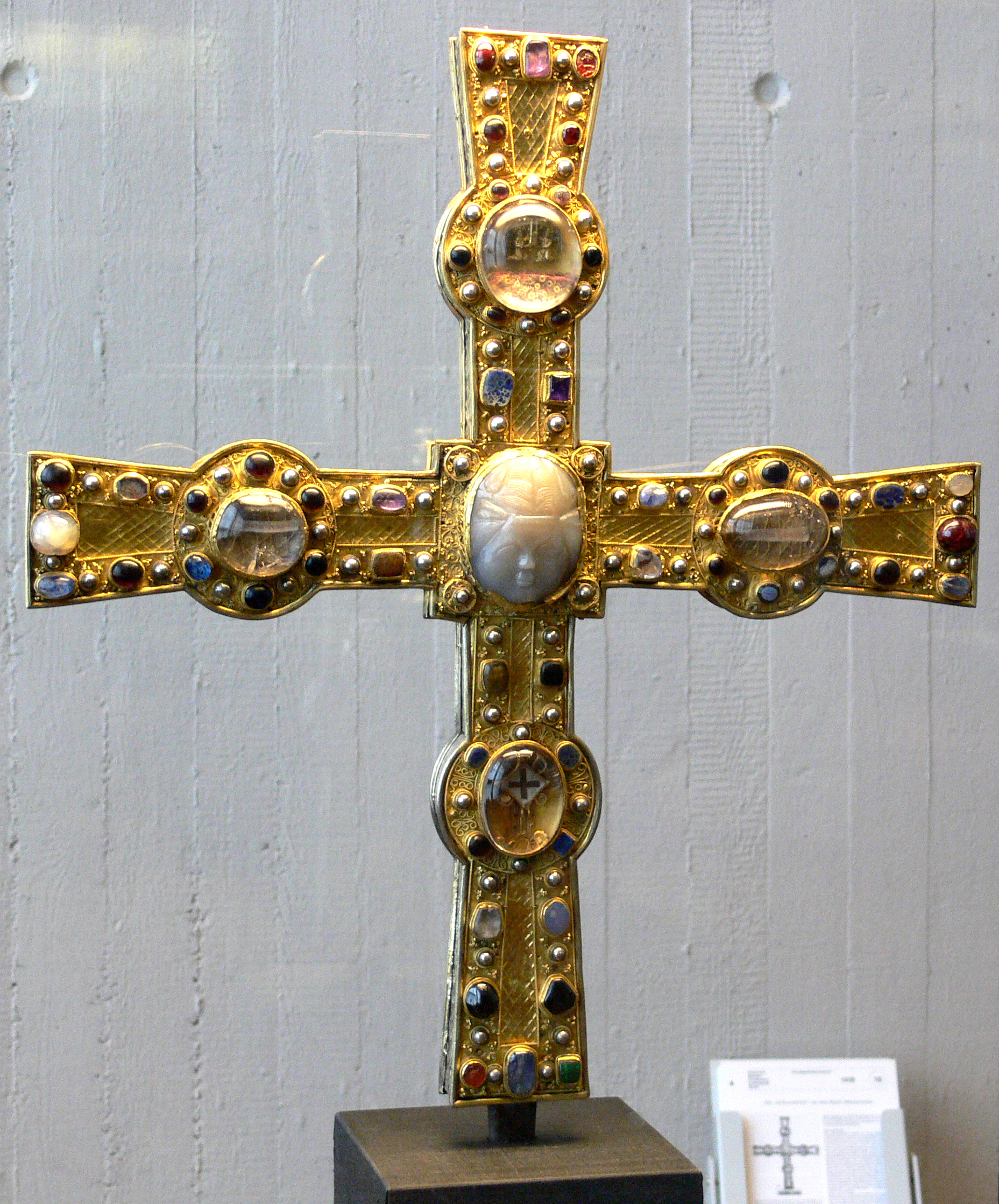
Das Heinrichskreuz, heute im Kunstgewerbemuseum Berlin

Der Basler Münsterschatz war der in über 500 Jahren entstandene Domschatz des Basler Münsters. Die Schweizer Stadt Basel war im Mittelalter Sitz des Bistums Basel, dessen Münster als Hauptkirche des Bistums mit dem Münsterschatz einen aussergewöhnlichen und reichen Kirchenschatz besass.

## Geschichte
Die Geschichte der Sammlung lässt sich zurück bis zur Weihe des Heinrichsmünsters im Jahr 1019 zurückverfolgen. Während fünf Jahrhunderten wuchs das Ensemble von Reliquiaren, Monstranzen und Kreuzen. Der Kirchenschatz überstand die Zerstörungswut des Bildersturms von 1529 weitgehend unbeschädigt, er wurde aber im Zuge der Reformation seiner nicht metallischen Bestandteile – wie den Paramenten und Büchern – beraubt. 1590 wurde ein Grossteil der vasa sacra (44 Kelche und ihre zugehörigen Patenen) eingeschmolzen und zu Geld gemacht. Nach langen Streitigkeiten zwischen Stadt und Domkapitel wurde der Schatz Ende des 16. Jahrhunderts in der Sakristei des Münsters weggeschlossen und verblieb dort die nächsten rund 240 Jahre.
Die Trennung des Kantons Basel in die «Halbkantone» Basel-Stadt und Basel-Landschaft im Jahr 1833 riss den Schatz dann endgültig auseinander. Am 25. November 1833 beschloss das Schiedsgericht der eidgenössischen Tagsatzung, dass der Kirchenschatz im Verhältnis 36 Prozent (Basel-Stadt) zu 64 Prozent (Basel-Landschaft) aufzuteilen sei. Da der Halbkanton Basel-Landschaft dringend Geld benötigte, versteigerte er im Jahre 1836 seinen Anteil des Schatzes, der dadurch in die ganze Welt verstreut wurde.
Heute befinden sich viele dieser wertvollen Reliquiare und liturgischen Geräte in Sammlungen verschiedener Museen auf der Welt wie dem Metropolitan Museum of Art in New York City, dem British Museum in London, dem Rijksmuseum in Amsterdam, dem Musée national du Moyen Âge in Paris, dem Victoria and Albert Museum in London, dem Kunstgewerbemuseum in Berlin und dem Bayerischen Nationalmuseum in München. Die in Basel verbliebenen oder zurückgekauften Stücke sind mit einer Ausnahme (Kreuz in der Clarakirche) im Historischen Museum ausgestellt.

## Stücke des Basler Münsterschatzes
- Basler Antependium
- Heinrichskreuz

Eine Auswahl der im Historischen Museum Basel ausgestellten Objekte:

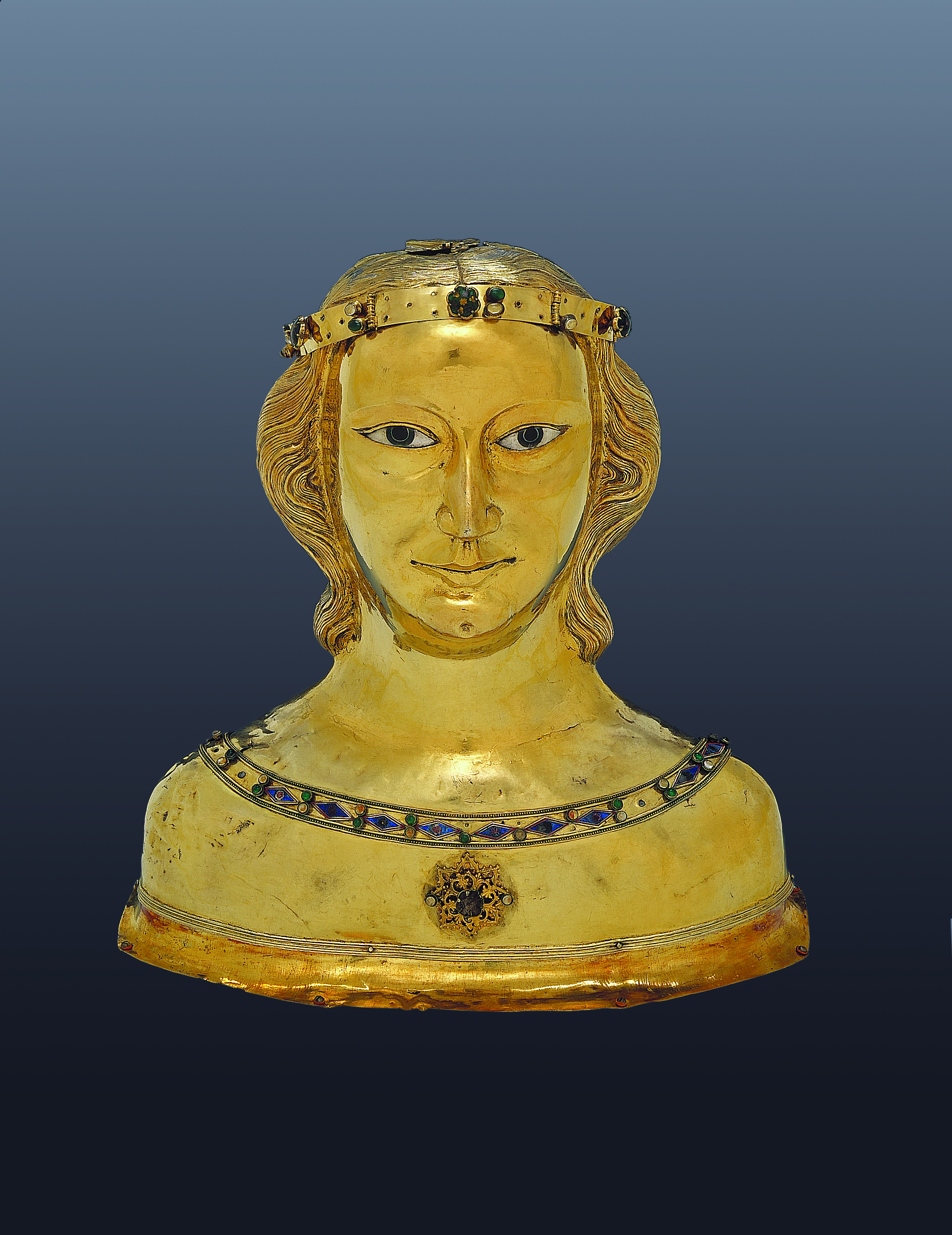
Büstenreliquiar der hl. Ursula
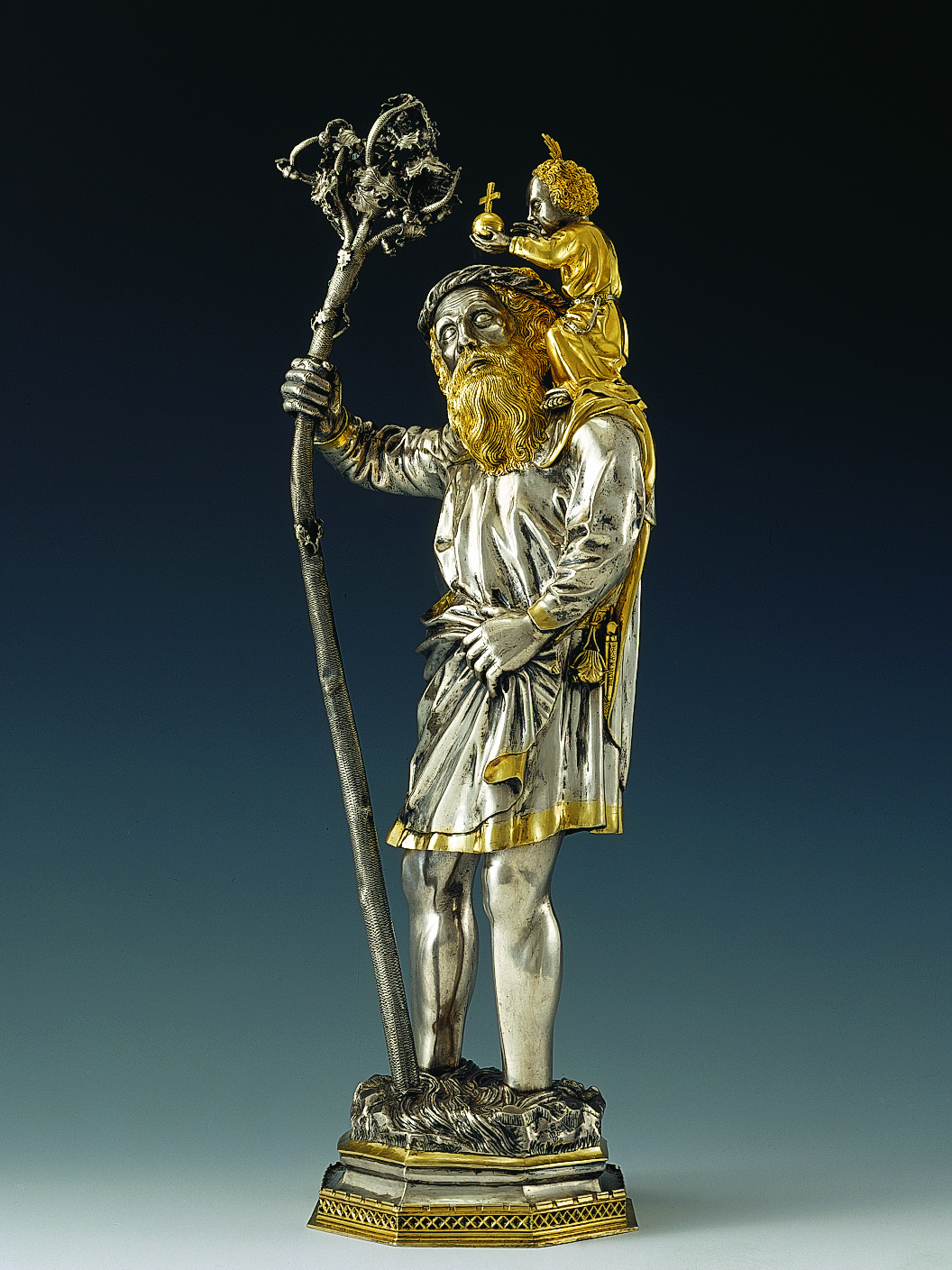
Statuette des hl. Christophorus
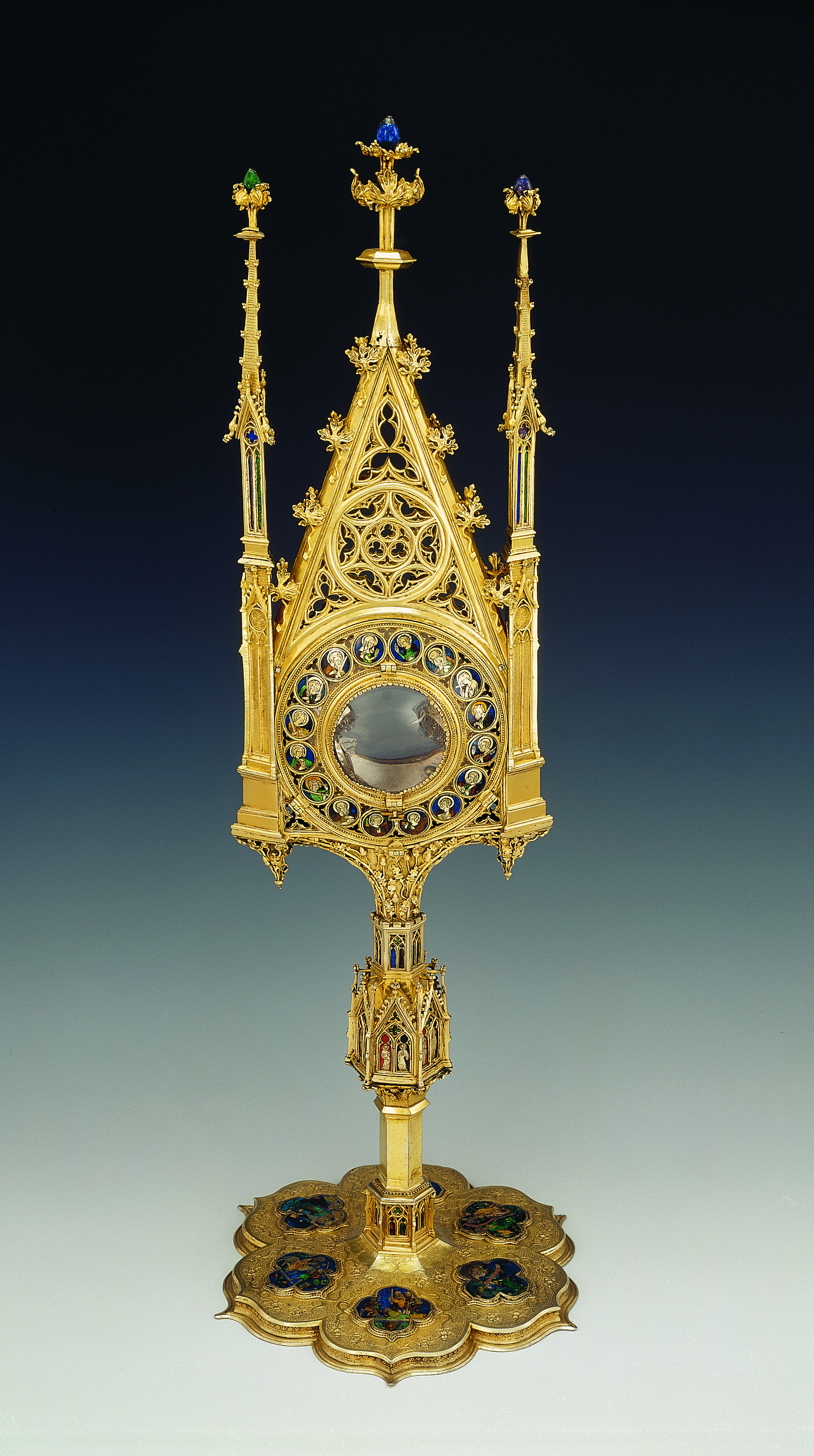
Apostel-Monstranz
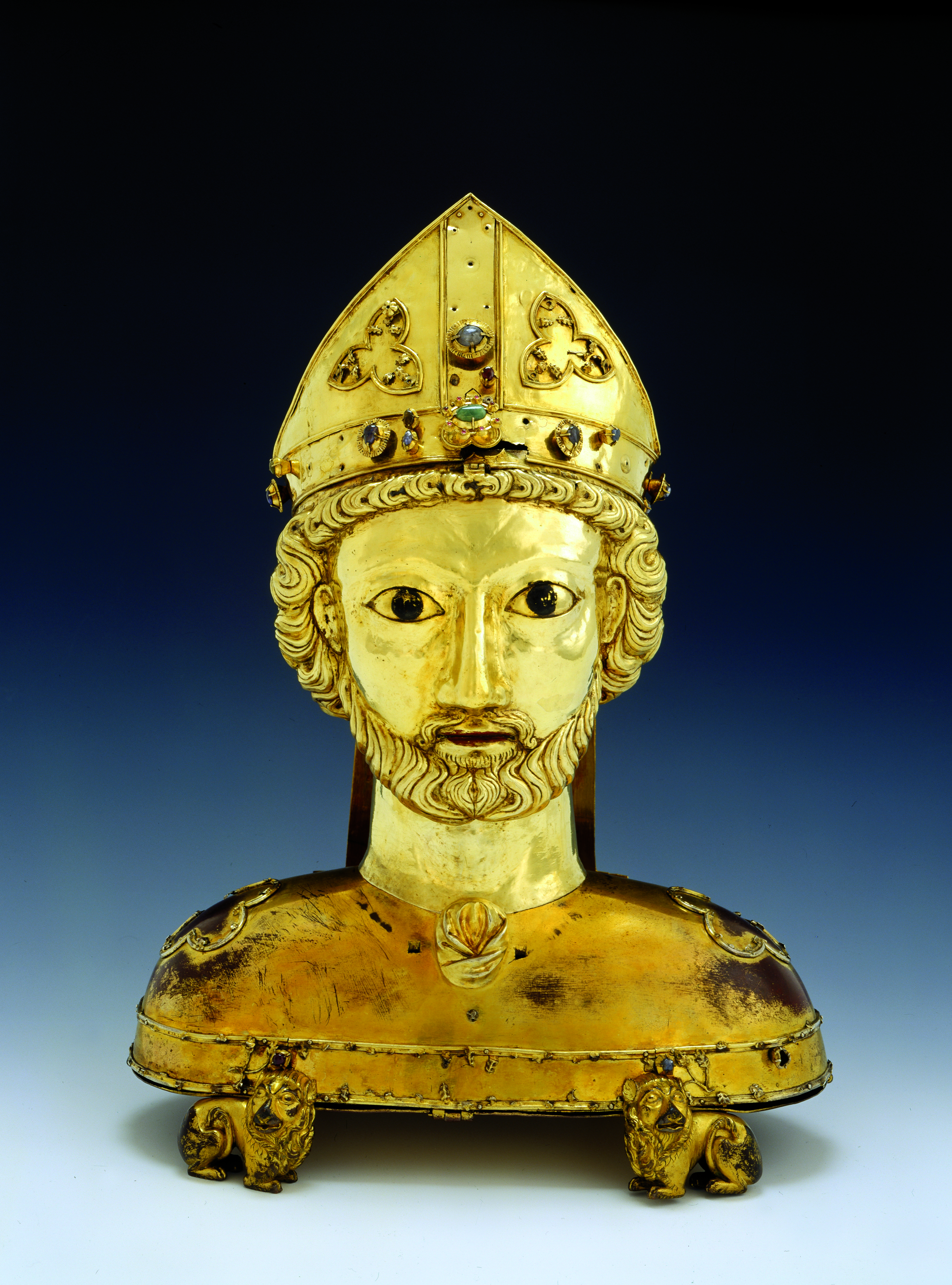
Büstenreliquiar des hl. Pantalus
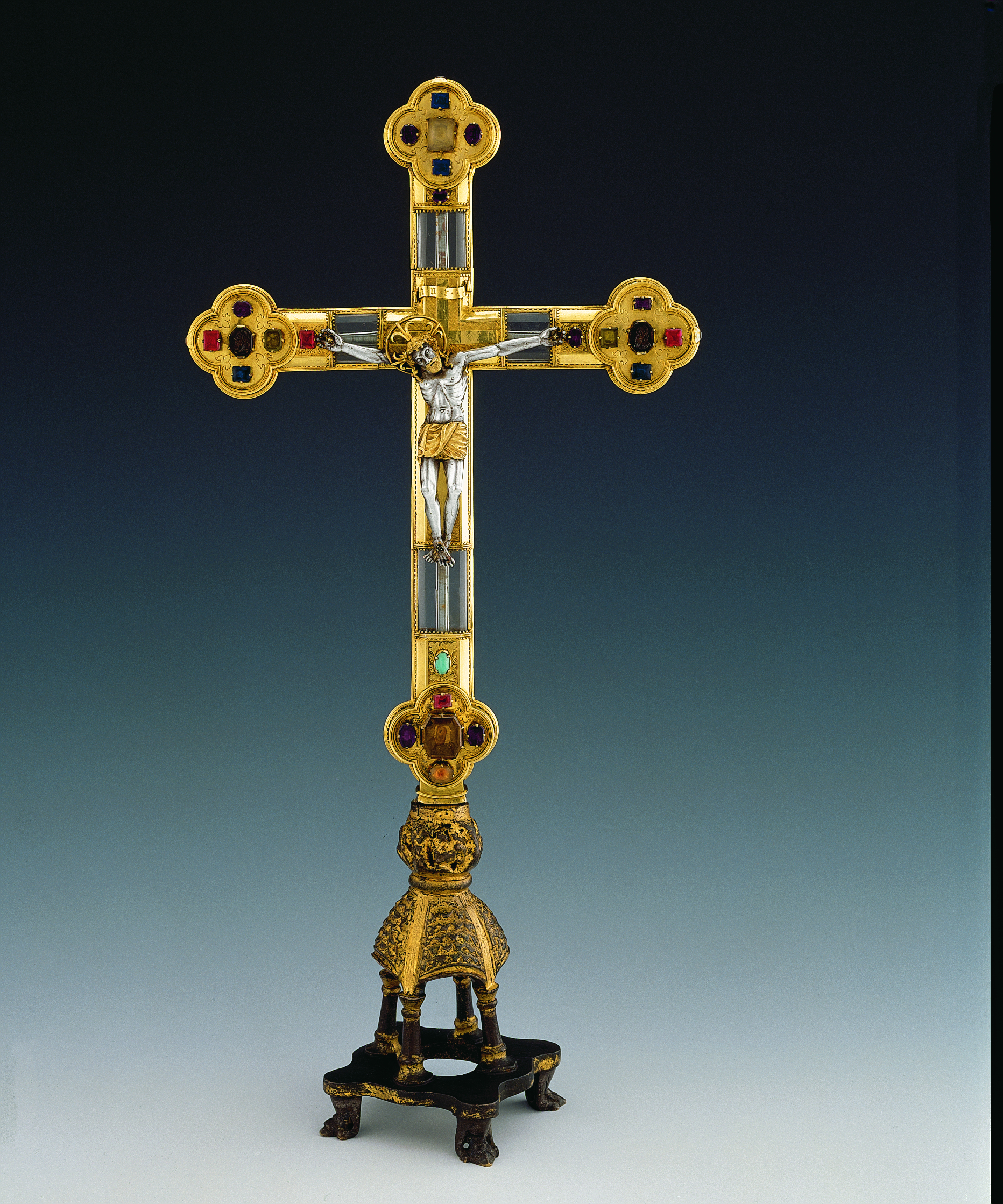
Reliquienkreuz
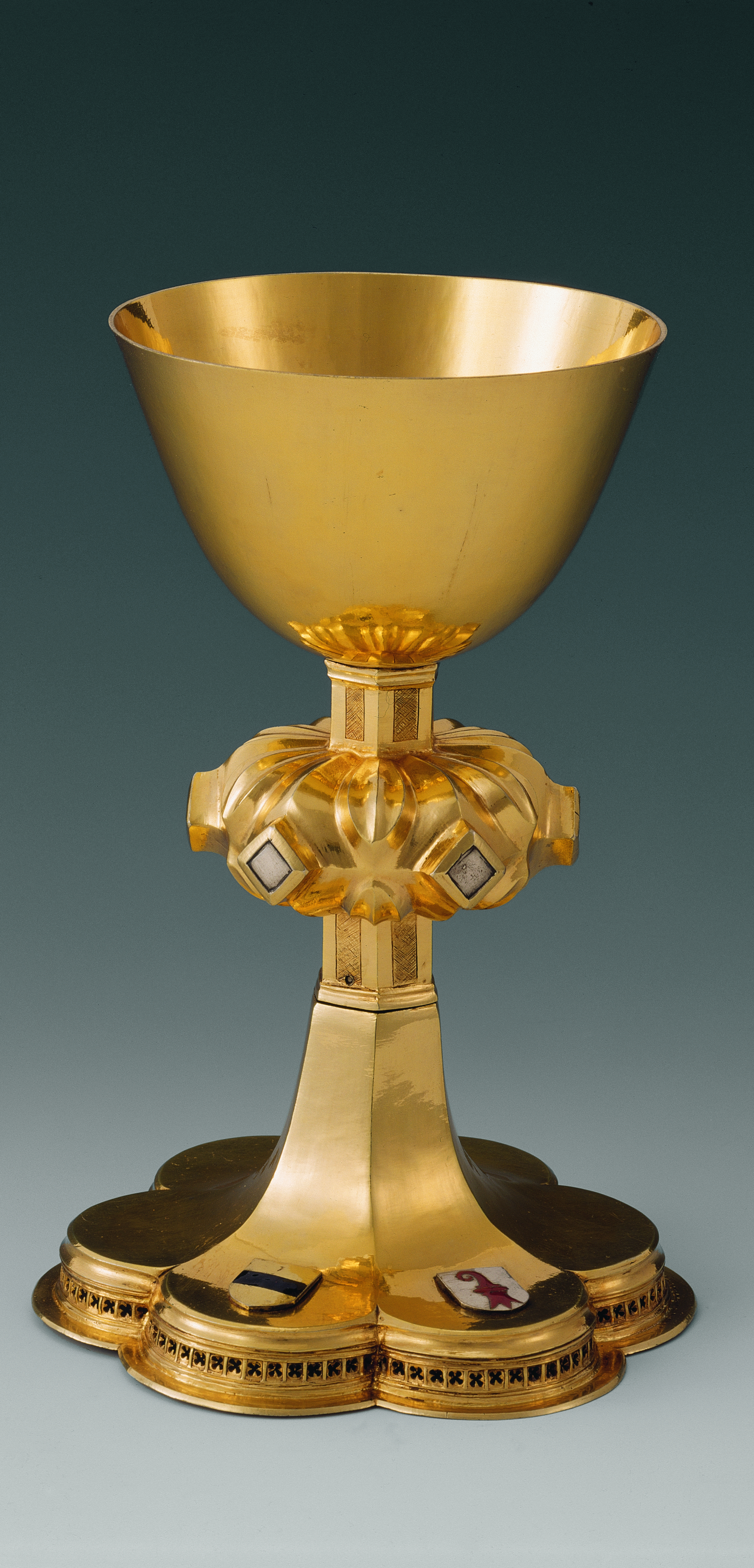
Rotberg-Kelch
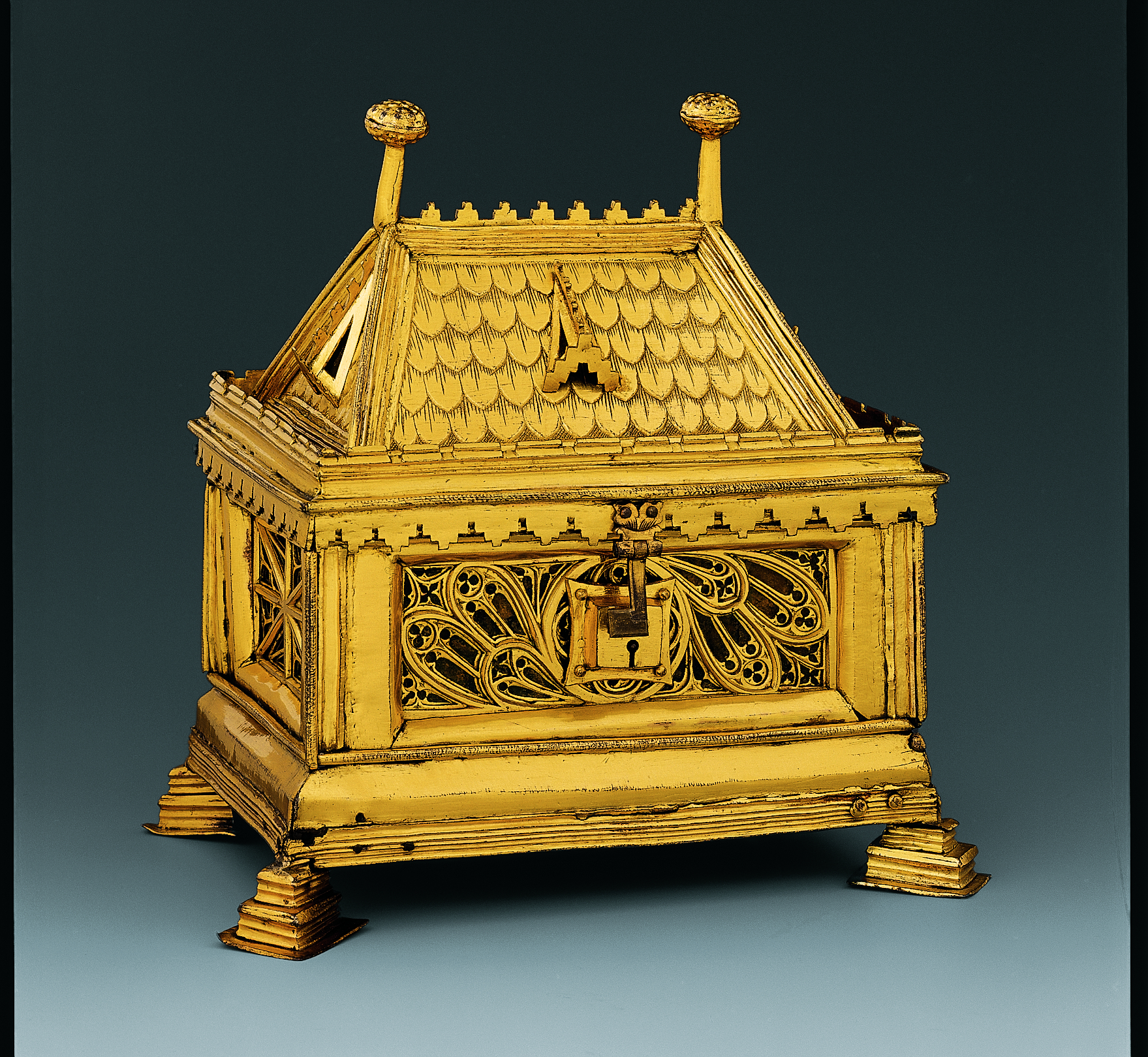
Reliquienkästchen
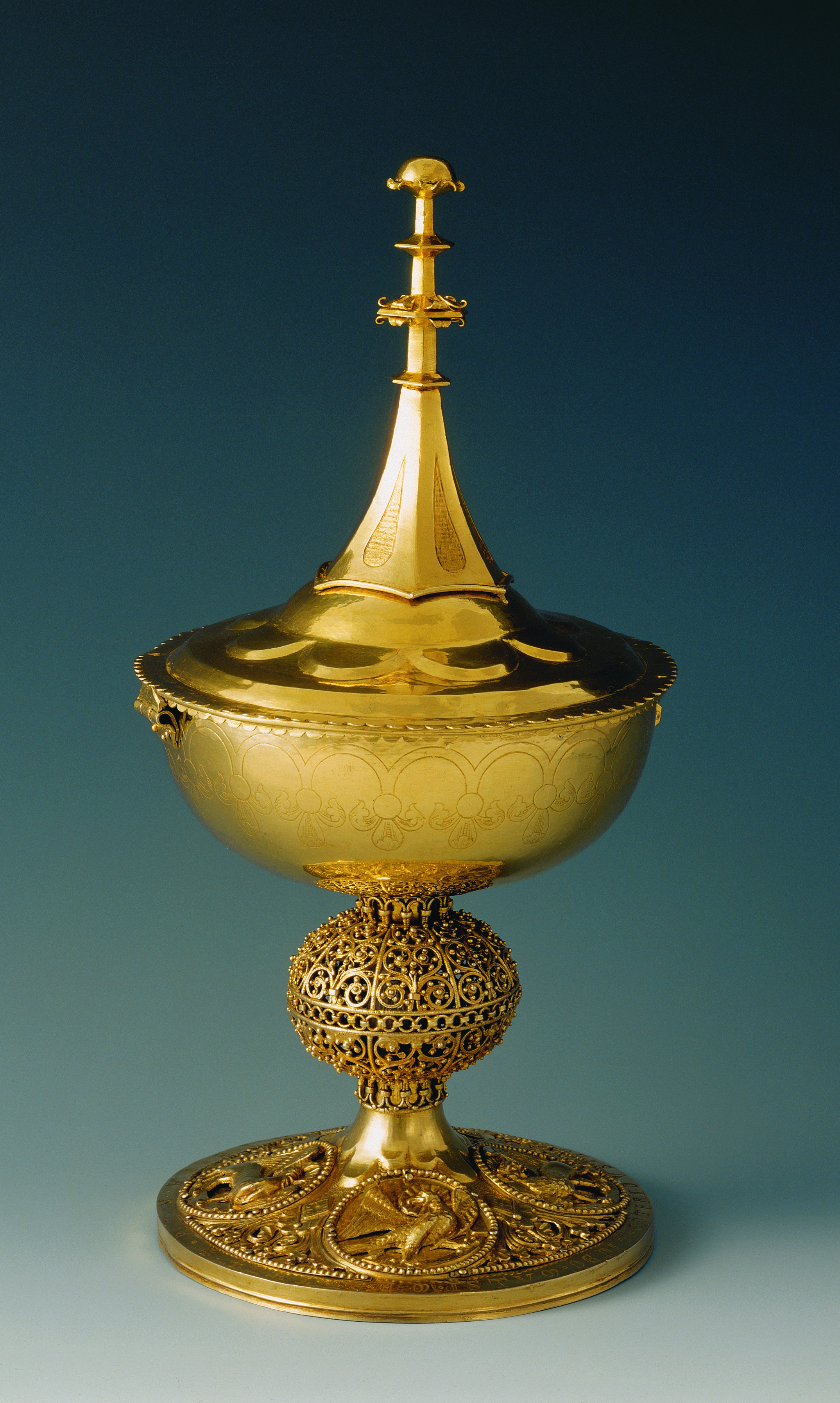
Eptinger-Kelch
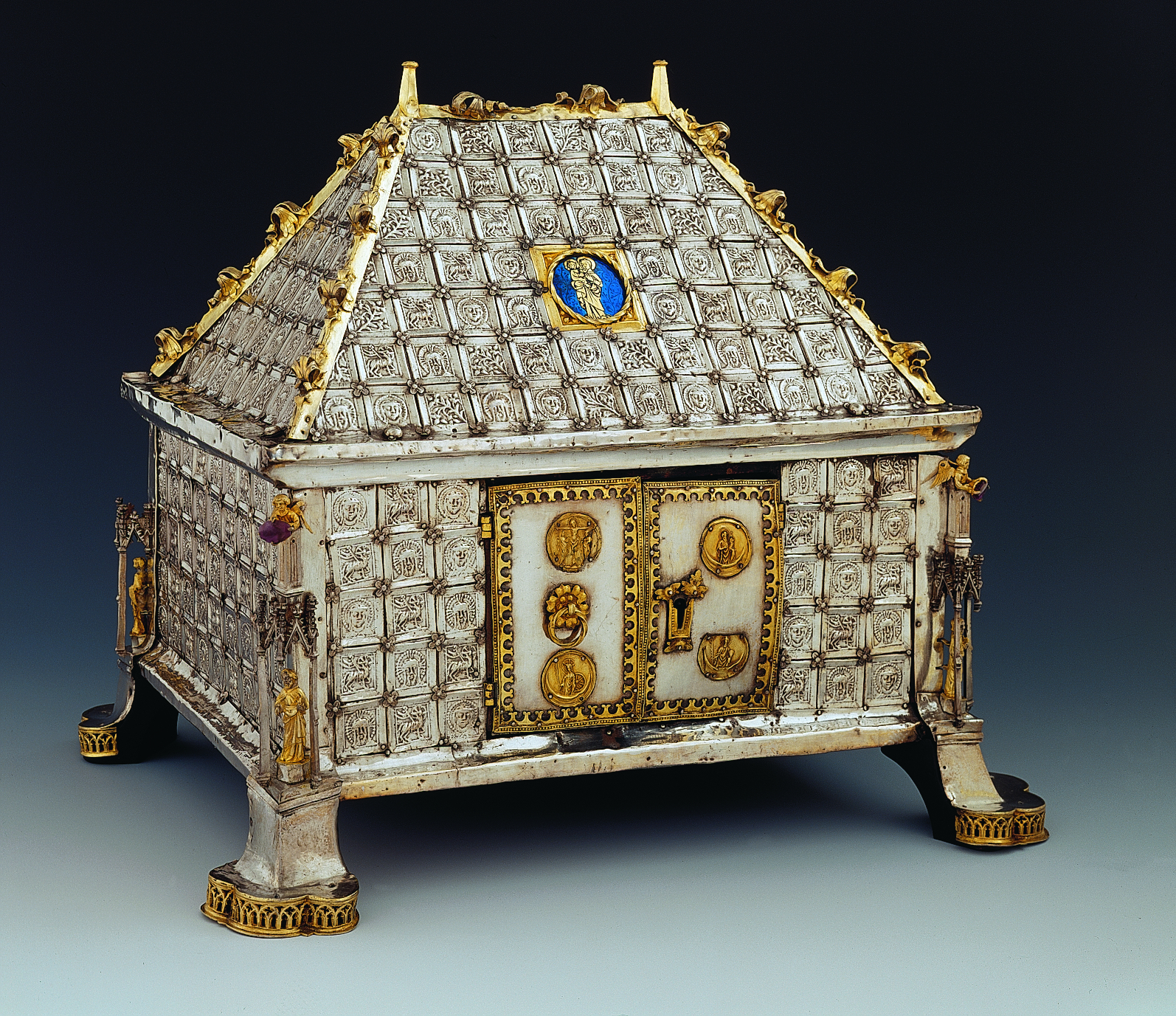
Eucharistisches Kästchen
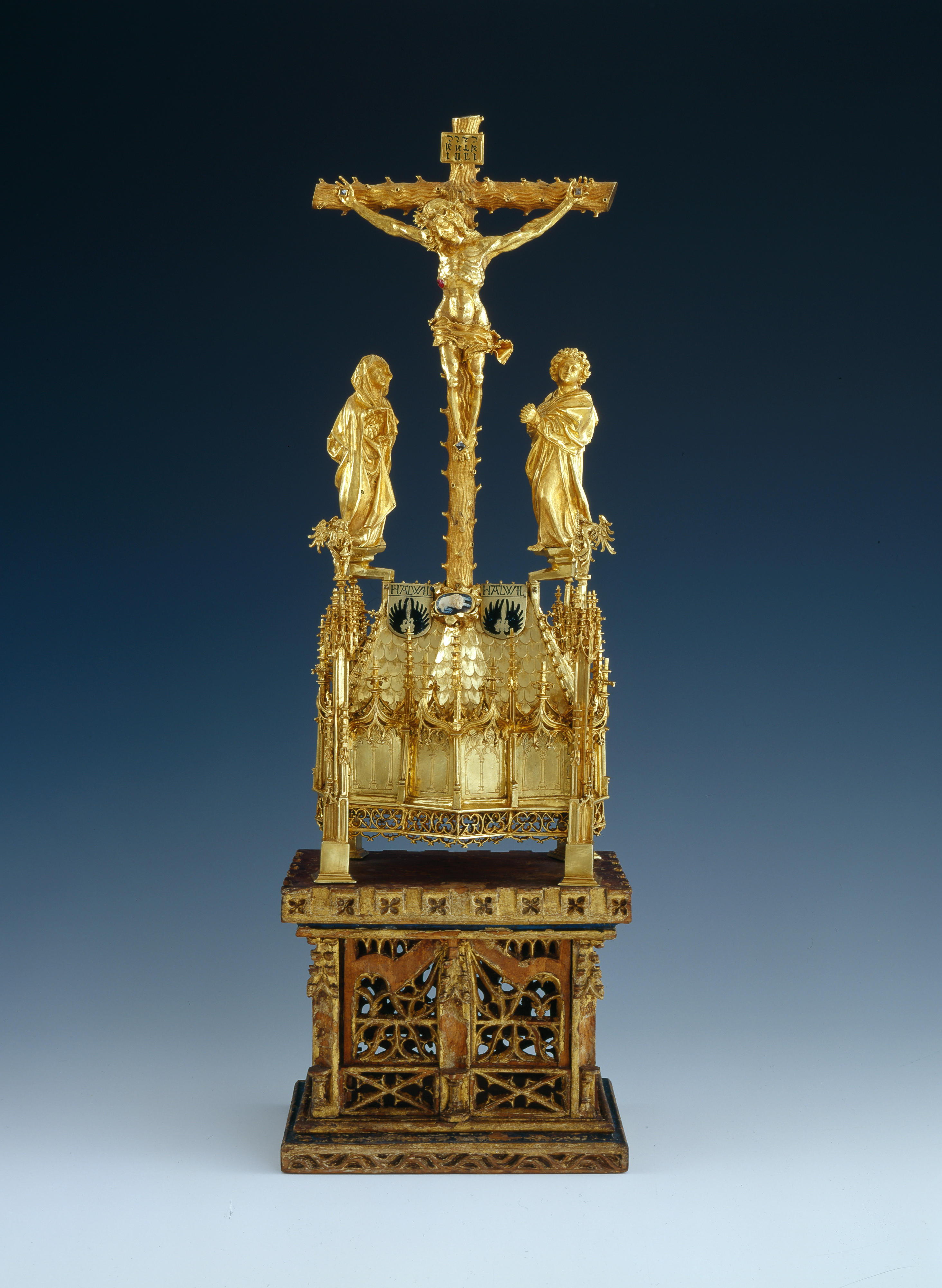
Hallwyl-Reliquiar
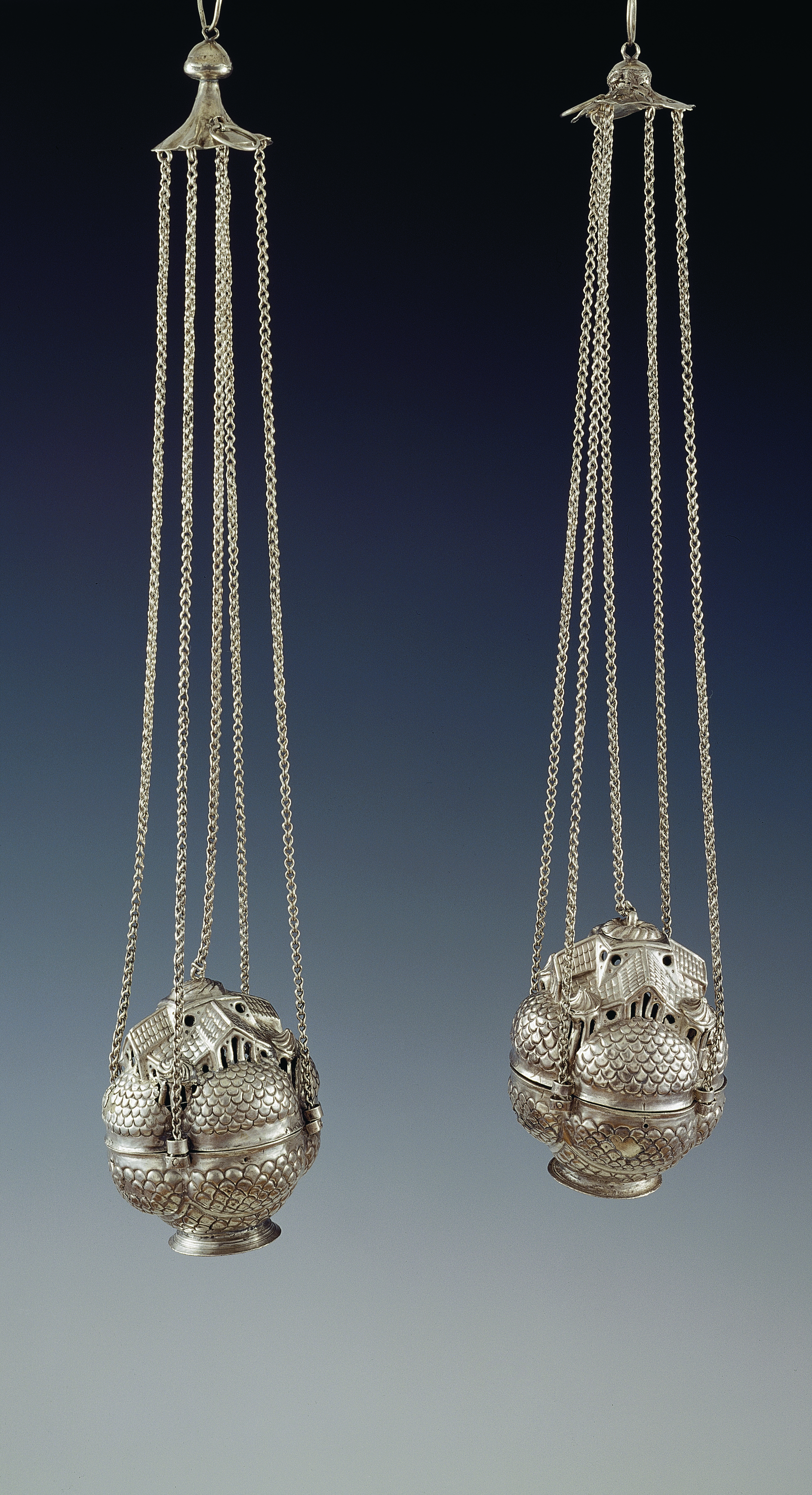
Zwei Rauchfässer
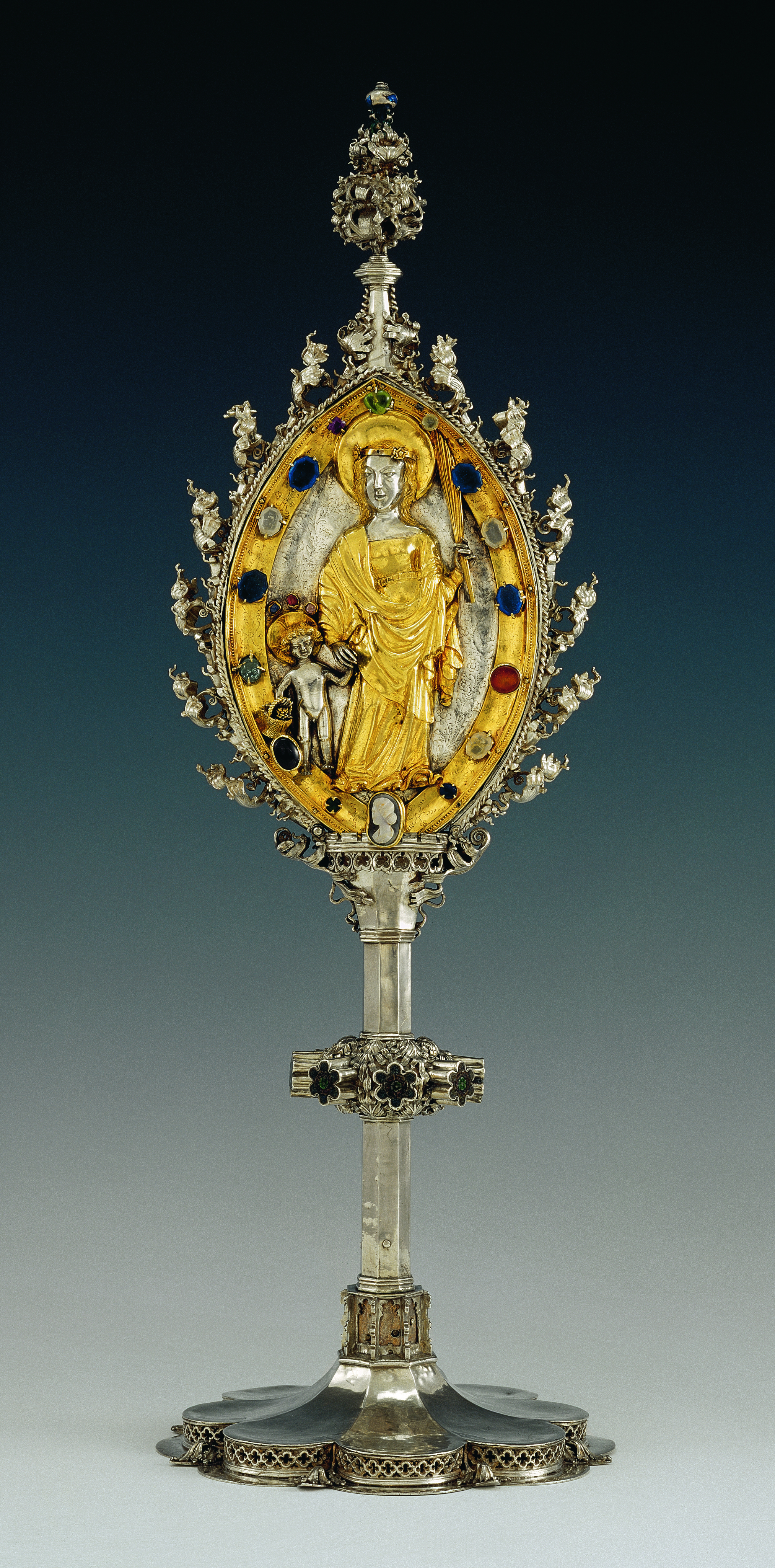
Dorotheen-Monstranz
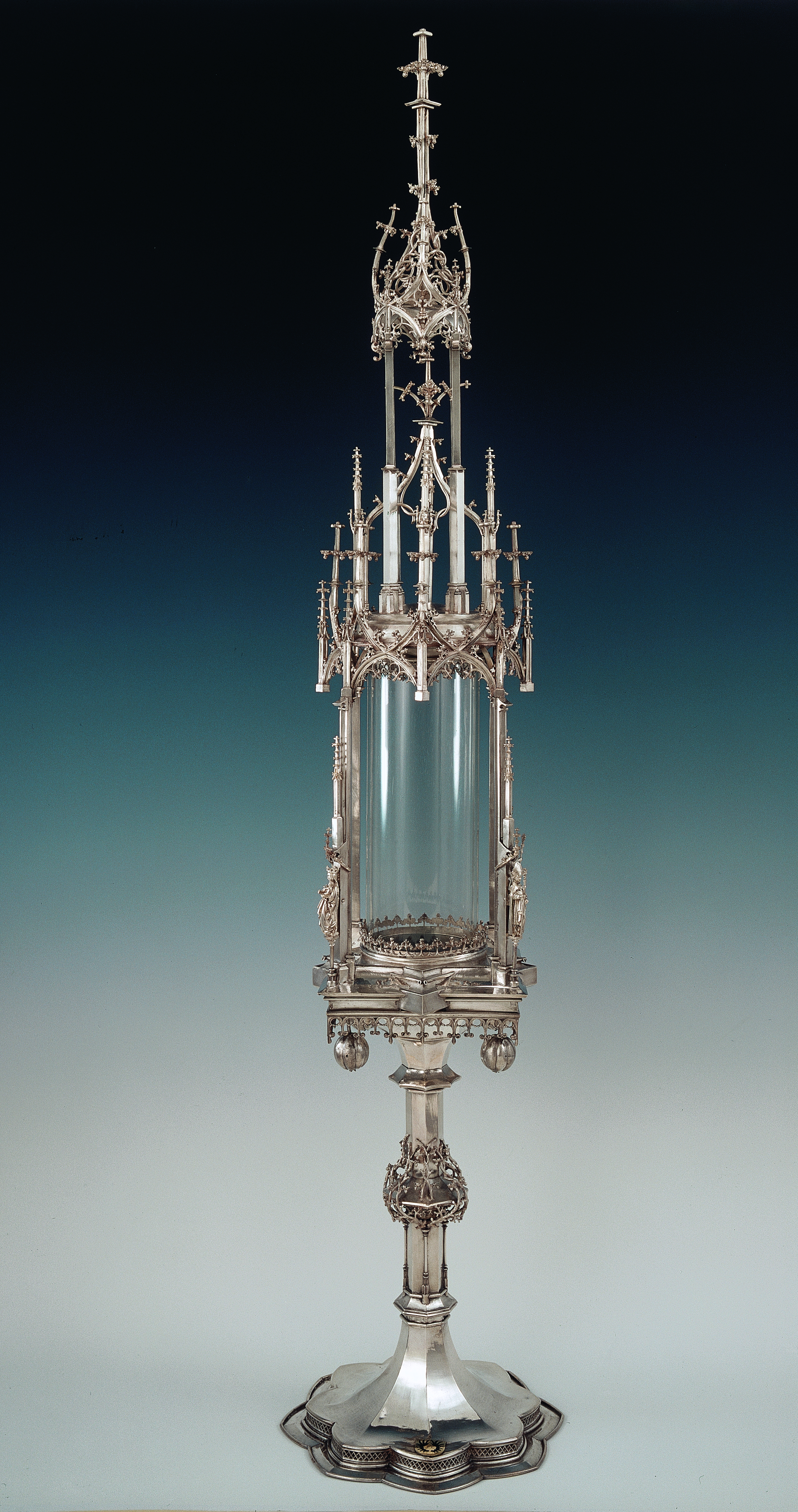
Hallwyl-Monstranz
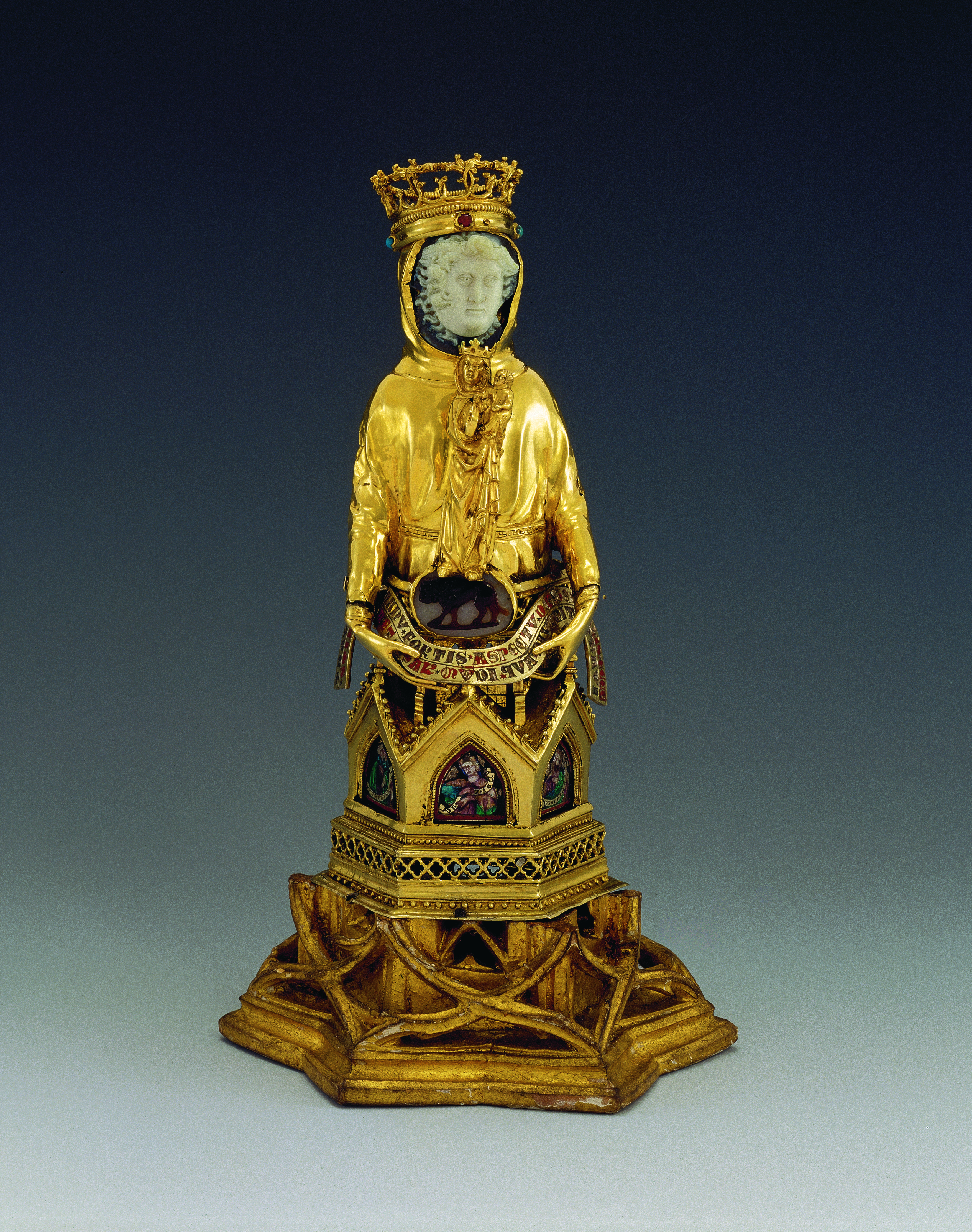
Goldenes König-David-Bild
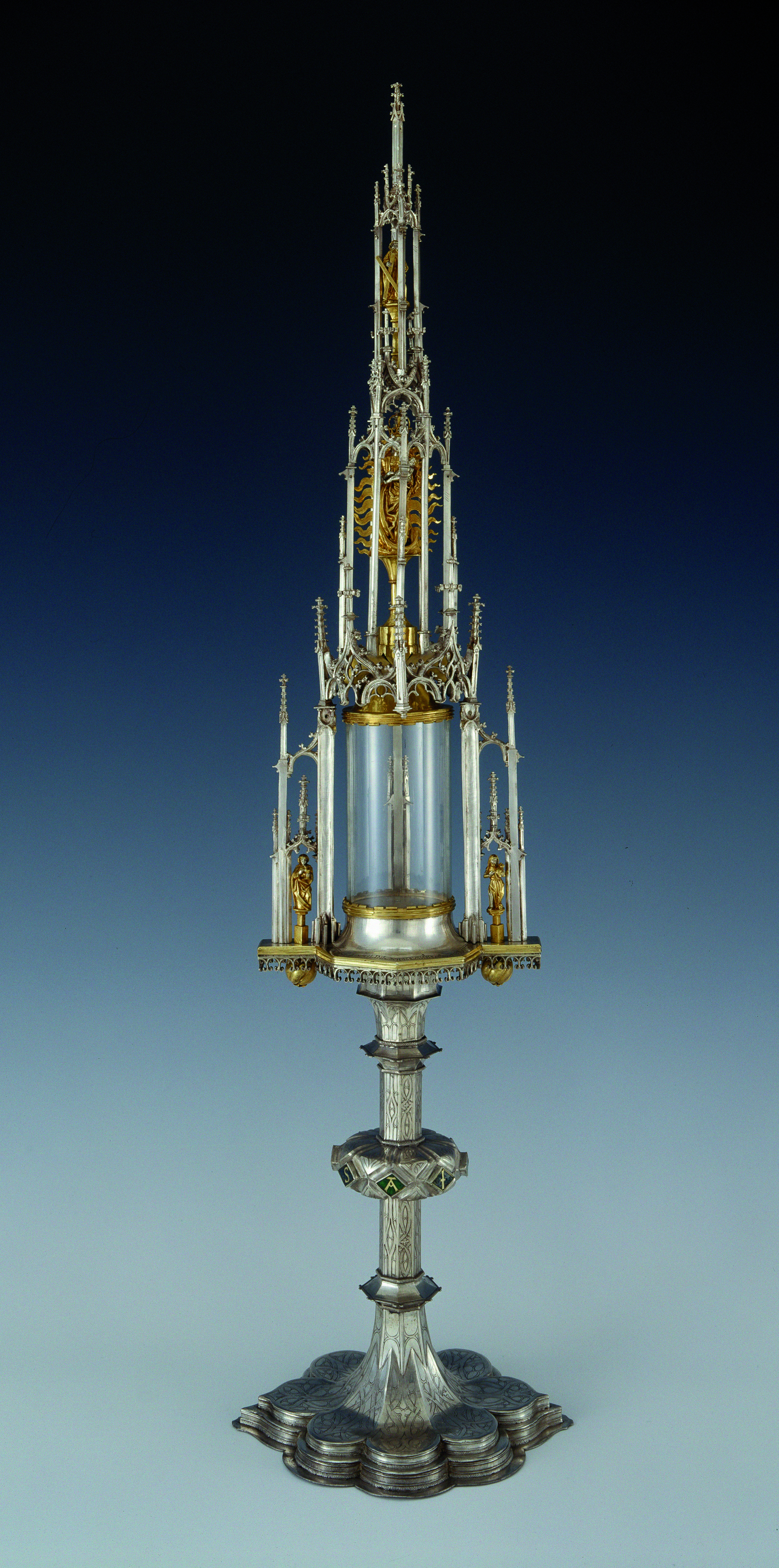
Hüglin-Monstranz
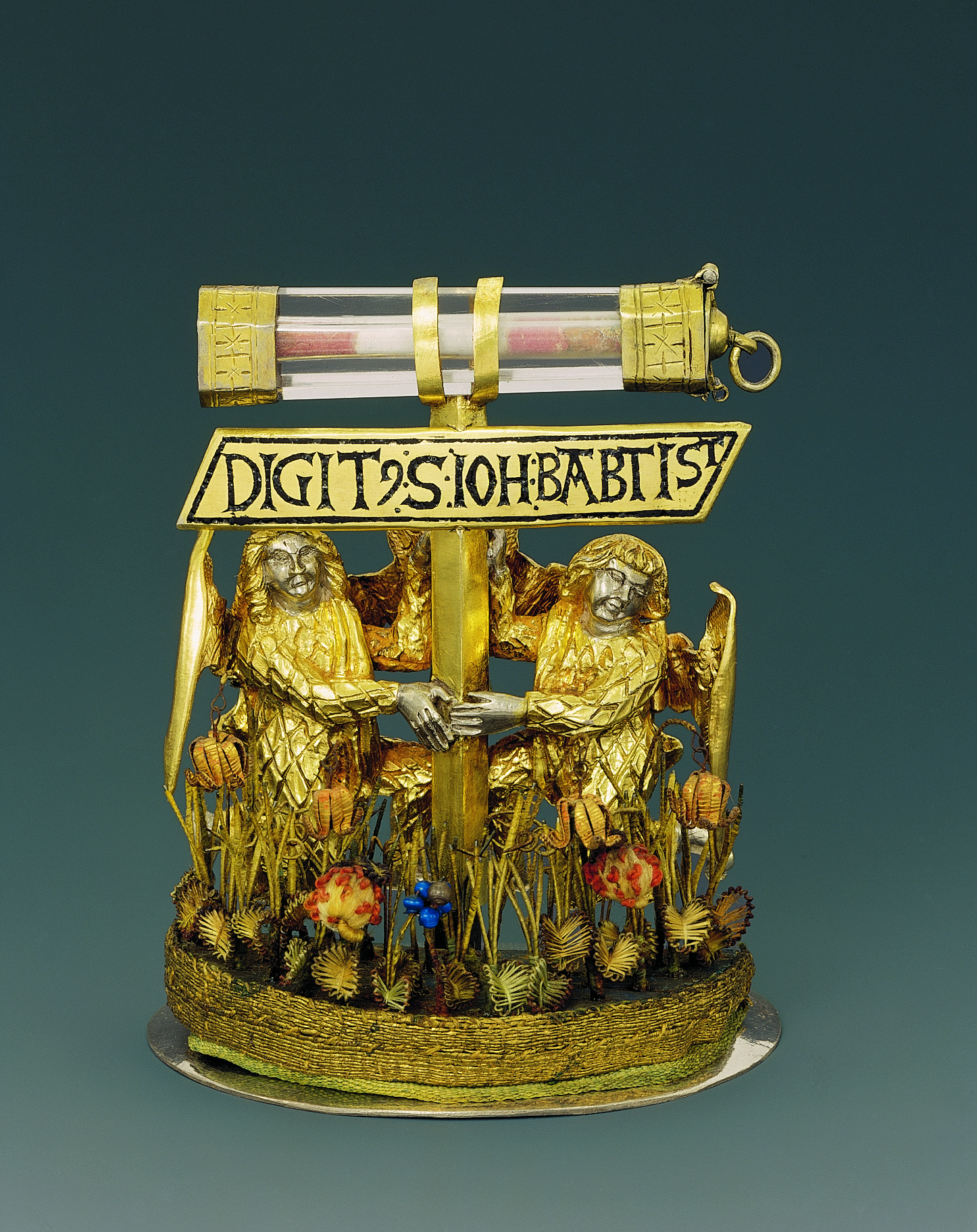
Paradiesgärtlein mit Reliquienbehälter
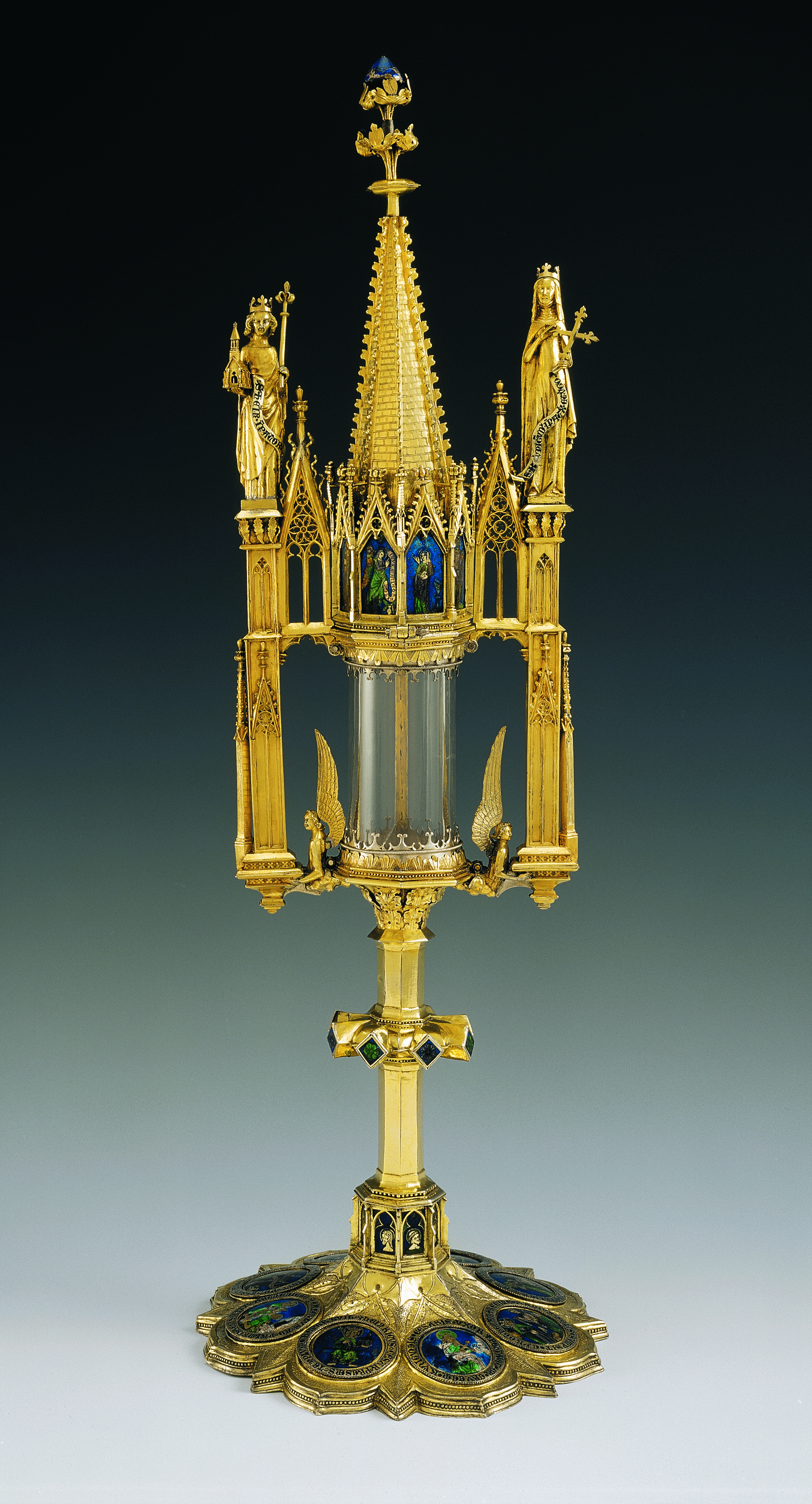
Kaiserpaar-Monstranz
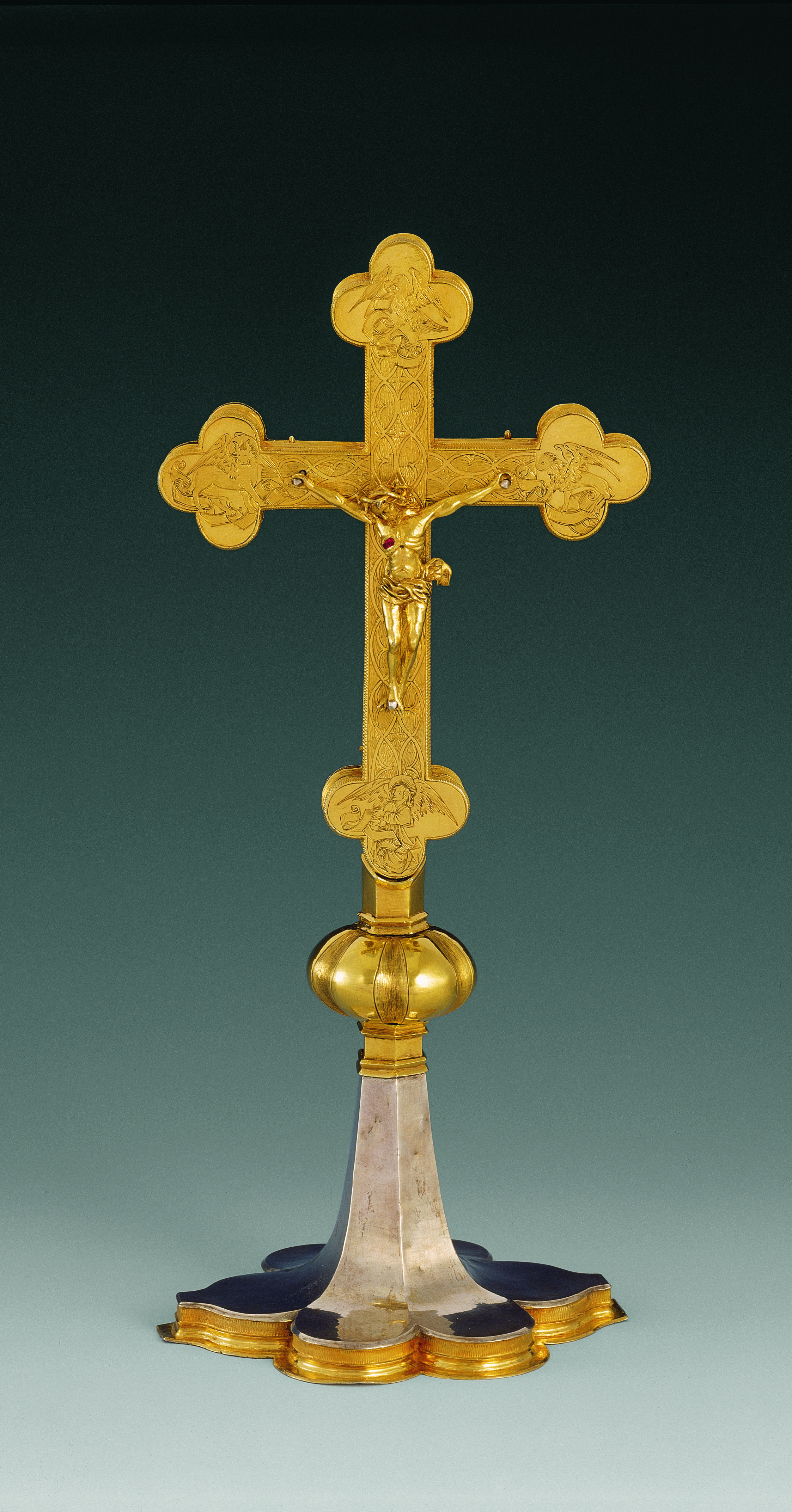
Fusskreuzlein

## Ausstellungen
- Zwischen den Jahren 2001 und 2002 fand eine Ausstellung des Basler Münsterschatzes. statt, zu der alle erhaltenen und transportfähigen Objekte aus den verschiedenen Museen der ganzen Welt zusammengeführt wurden.
  - Metropolitan Museum of Art, New York City; 27. Februar bis 3. Juni 2001.
  - Historisches Museum Basel; 13. Juli bis 21. Oktober 2001.
  - Bayerisches Nationalmuseum, München; 1. Dezember 2001 bis 24. Februar 2002.